# ريما فليحان
ريما فليحان (وُلدت 1975 م) كاتبة سيناريوهاتٍ وإعلامية سورية، ومعارضة للنظام السوري، وناشطة في مجال حقوق الإنسان وحقوق المرأة. شغلت فليحان منصب الناطقة الرسمية باسم لجان التنسيق المحلِّية للمعارضة السورية مدَّة عامين.

## سيرتها
غادرت سوريا إثر ملاحقتها من قبل المخابرات السورية وبعد صدور 3 مذكرات اعتقال بحقها، على أساس مشاركتها في الحراك الثوري السلمي، خلال الثورة السورية. كتبت بيان أطفال درعا المعروف ببيان الحليب، والذي وقّع عليه 1200 سوري في شهر أيار/مايو 2011 من وسط دمشق. وقد دعا البيان إلى فكّ الحصار الغذائي المفروض على درعا حينها.
تعرضت ريما بعدها، مع خمسةٍ من الفنانين الموقعين، إلى حملة تخوينٍ وتشهير من الإعلام والشبيحة والمخابرات السورية، فيما تعرض آخرون من بين الموقعين للاعتقال والملاحقة والفصل من العمل. أطلقت فليحان فكرة مظاهرة المثقفين ونظمتها مع عدد من الفنانين والمثقفين، لتخرج من أمام جامع الحسن في الميدان. اعتُقلت خلال المظاهرة مع مجموعةٍ منهم في شهر تموز/يوليو من العام 2011 ،
شاركت في عدد كبير من المظاهرات في دمشق والسويداء، وبمظاهرة في هي الخالدية بحمص.
أسست اللوبي النسوي السوري عام ٢٠١٤ وهي مديرته التنفيذية منذ عام ٢٠١٩.
و وصلت الى أستراليا كلاجئة مع عائلتها في نهاية عام ٢٠١٤ ، درست المشورة النفسية في أستراليا وهي تعمل كمعالجة نفسية في منظمة تقدم الدعم النفسي للاجئين من ضحايا التعذيب منذ عام ٢٠٢٠.
ألفت ربما مسلسلين دراميين قلوب صغيرة ، وقيود الروح عرضا عامي ٢٠٠٩ و ٢٠١٠ ومسلسل اذاعي بعنوان بره و جوا من انتاج راديو روزنة
كما الفت عدة مجموعات من القصص القصيرة كان منها: روح غادرت توا، الشرنقة، وكتاب يروي شهادتها عن الثورة السورية وعملها السياسي بعنوان حين شرعت الجدران بالكلام
ولها عدد كبير من المقالات في السياسة والمجتمع والحقوق.